# Kathedrale von Saint-Omer

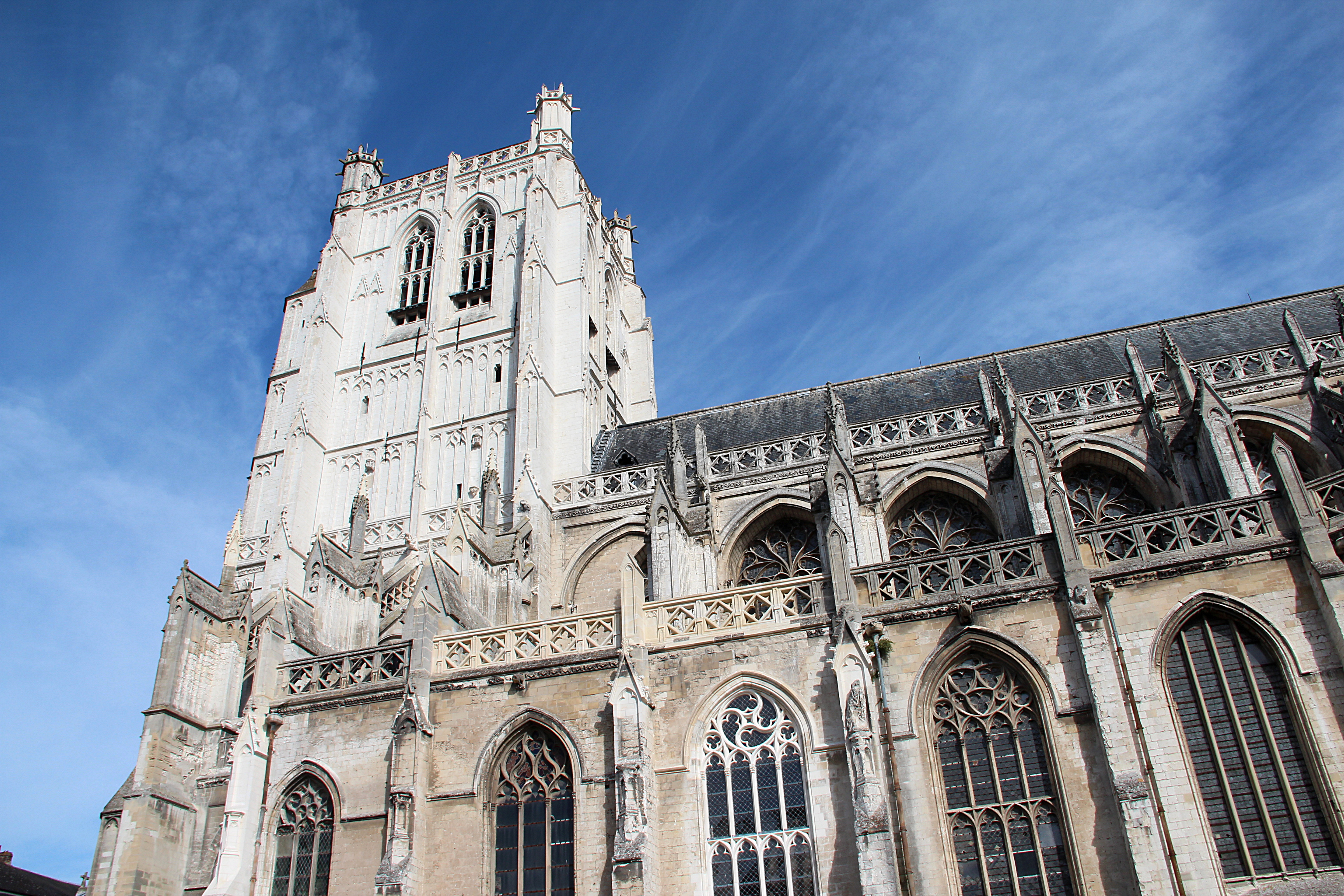
Kathedrale Notre-Dame de Saint-Omer

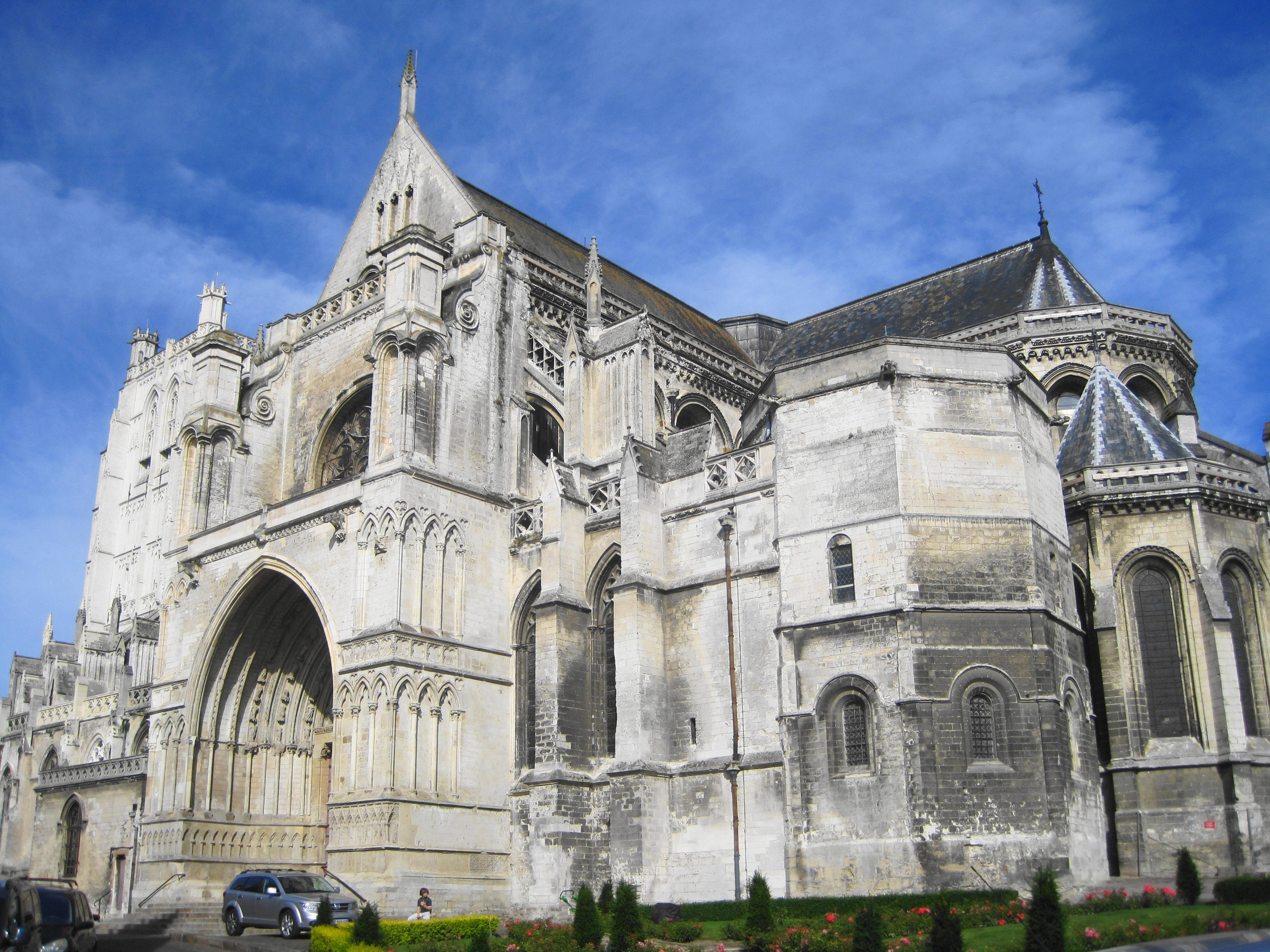
Südseite

Die Kathedrale von Saint-Omer (Cathédrale Notre-Dame de Saint-Omer, Notre-Dame des Miracles) ist eine römisch-katholische Pfarrkirche in Saint-Omer im nordfranzösischen Département Pas-de-Calais. Die gotische ursprüngliche Kollegiatstiftskirche war die Bischofskirche des Bistums Saint-Omer, das von 1559 bis 1801 bestand. Heute gehört sie zum Bistum Arras. 1879 erhielt Notre-Dame den Rang einer Basilica minor.

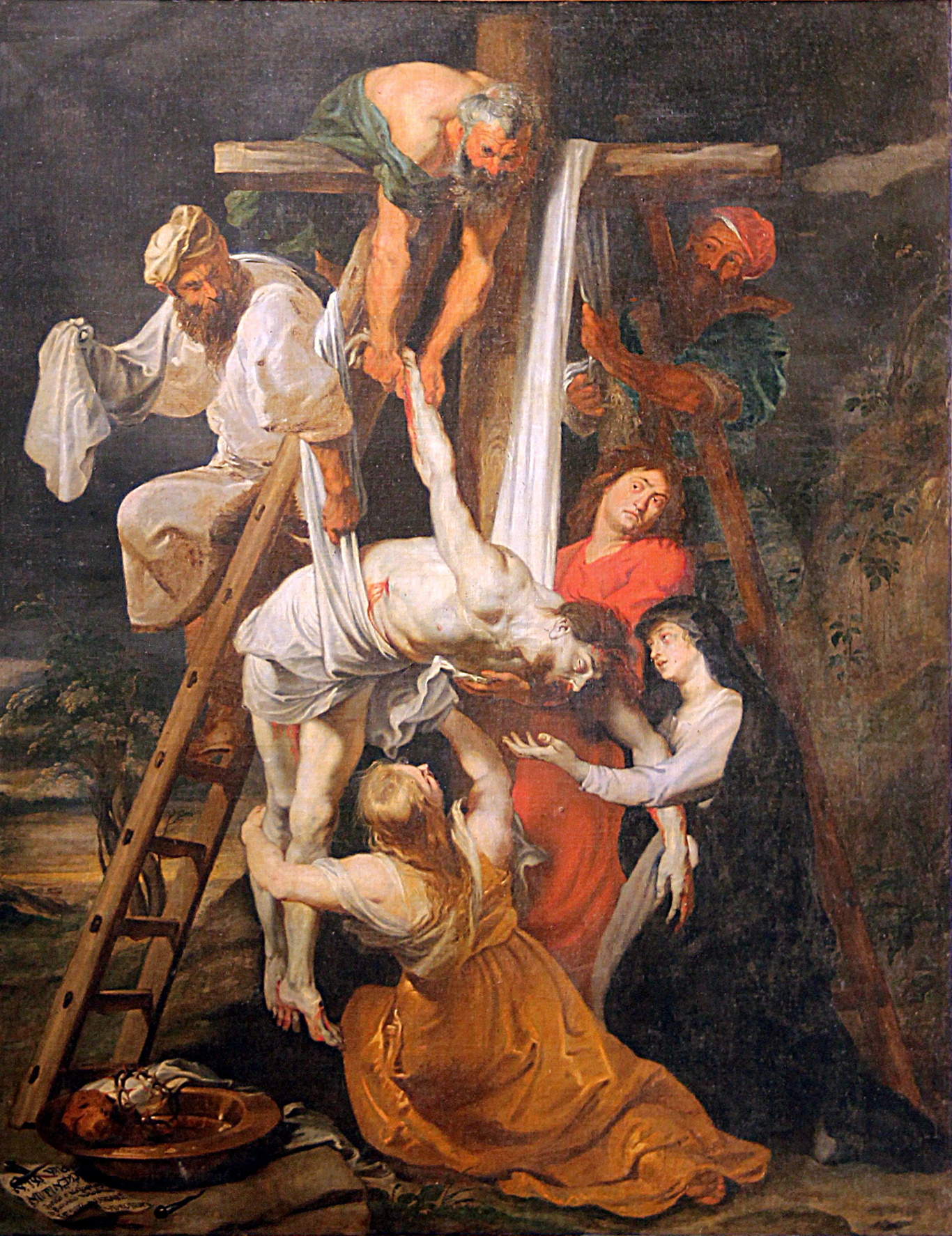
Kreuzabnahme, von P. P. Rubens

## Geschichte

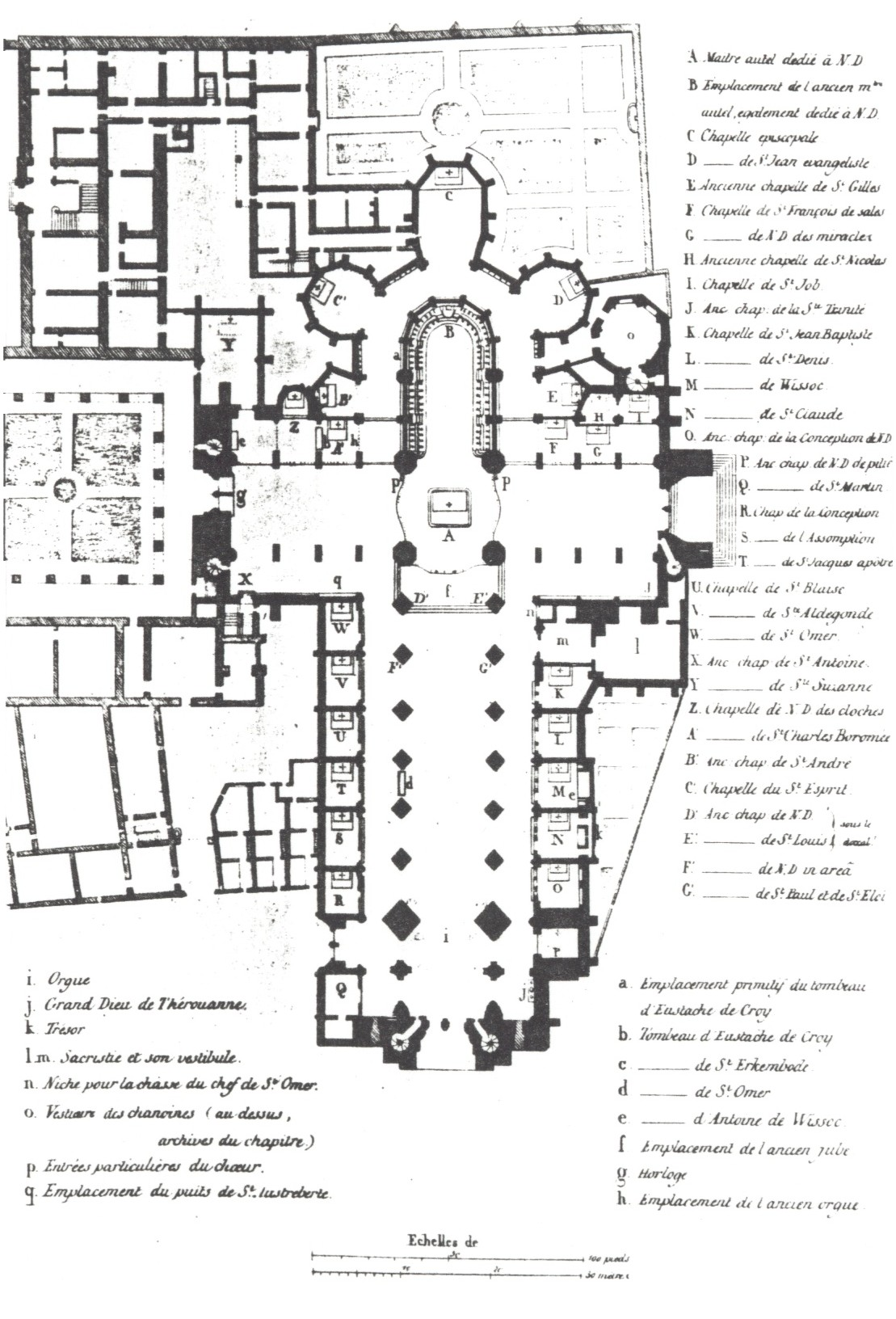
Grundriss

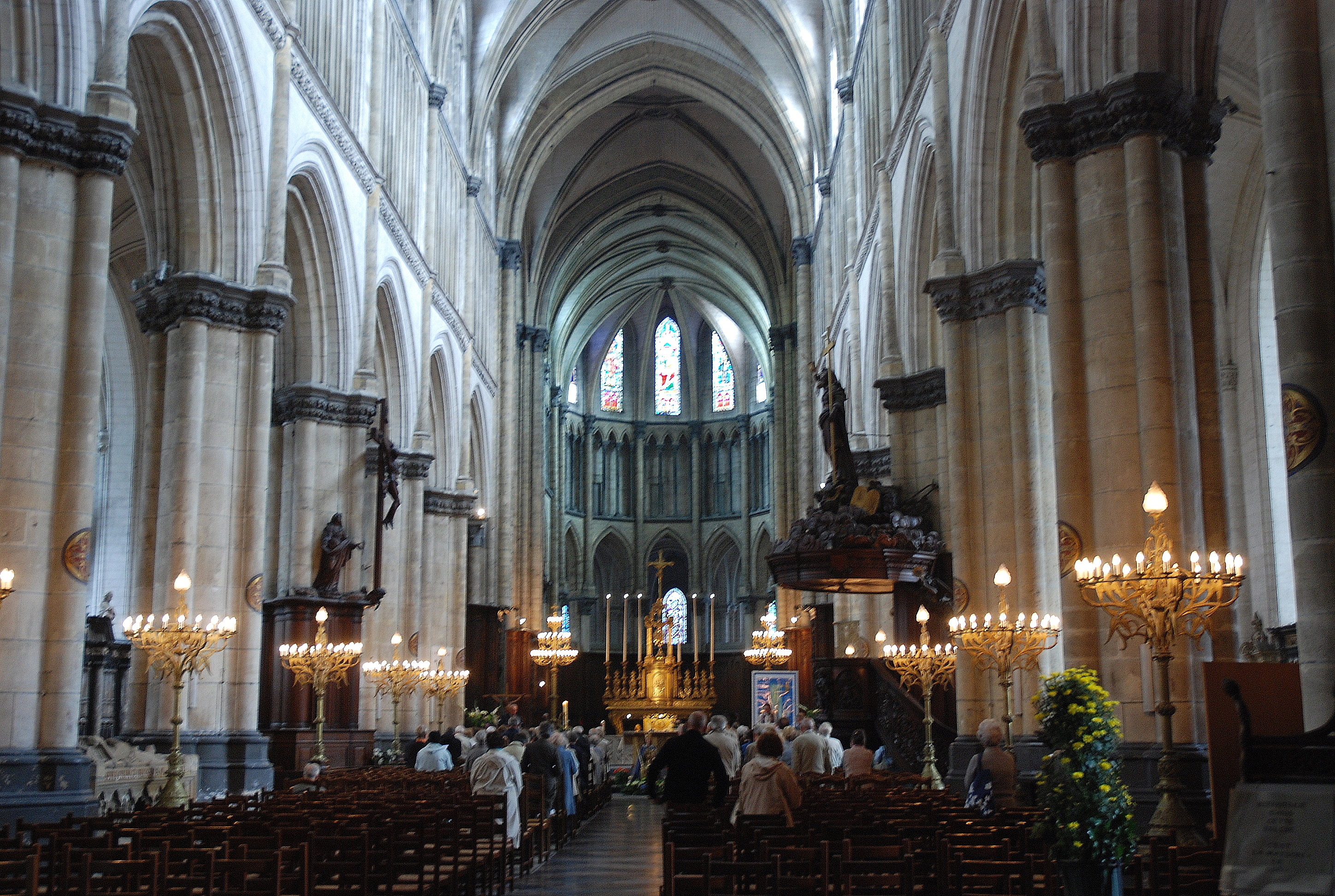
Inneres

Der früheste Vorgängerbau war eine Marienkapelle von 663, bei der ein Stift errichtet wurde. Sie brannte 1033 ab und wurde durch eine größere romanische Kirche ersetzt. 1191 wurde auch diese durch einen Brand zerstört. Danach begann der Bau des groß dimensionierten Gotteshauses im Stil der französischen Kathedralgotik, der in mehreren Bauphasen über 300 Jahre dauerte und um 1500 weitgehend in der heutigen, erstaunlich geschlossenen Gestalt vollendet war.

## Architektur
Die Kathedrale von Saint-Omer ist eine dreischiffige Basilika mit ebenfalls dreischiffigem Querhaus und Umgangschor. An diesen sind drei Kranzkapellen angefügt. Den Westabschluss bildet der massive quadratische, helmlose Turm. Das Hauptportal mit einer Darstellung des Weltgerichts im Tympanon befindet sich im südlichen Querhausarm.
Den Innenraum prägen Kreuzgratgewölbe, Obergaden mit großen Maßwerkfenstern und Triforien, die sich auch im Chor und in der Apsis fortsetzen, darunter auf vierdienstigen Säulen die Spitzbogenöffnungen zu den Seitenschiffen.

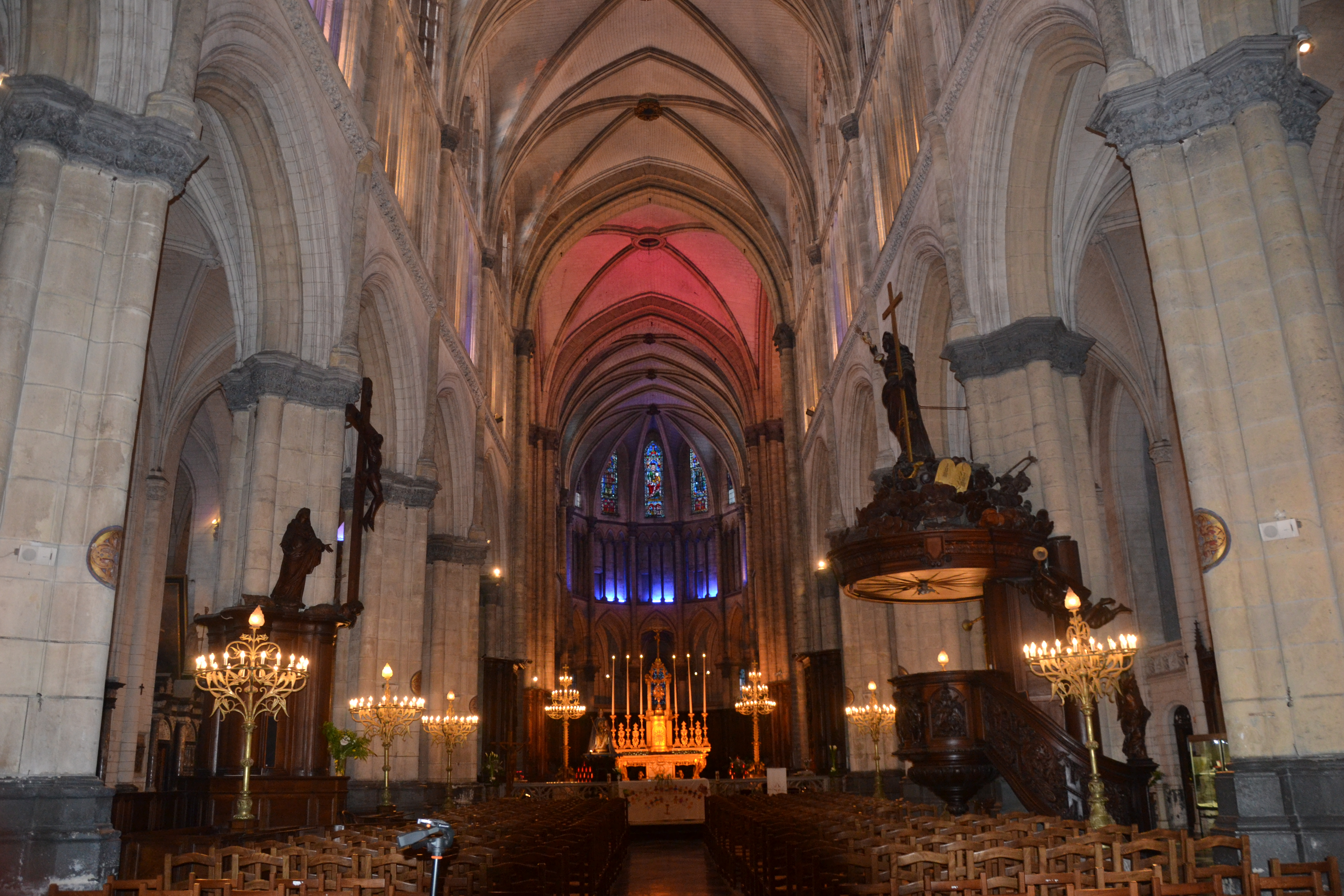
Blick durch das Kirchenschiff
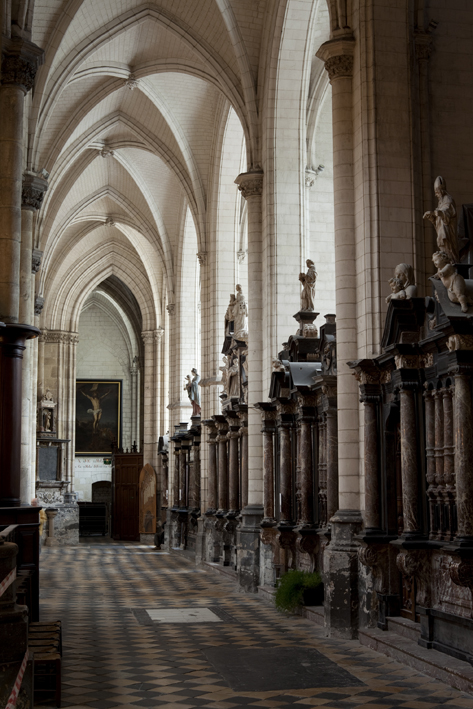
Seitenschiff mit Beichtstühlen
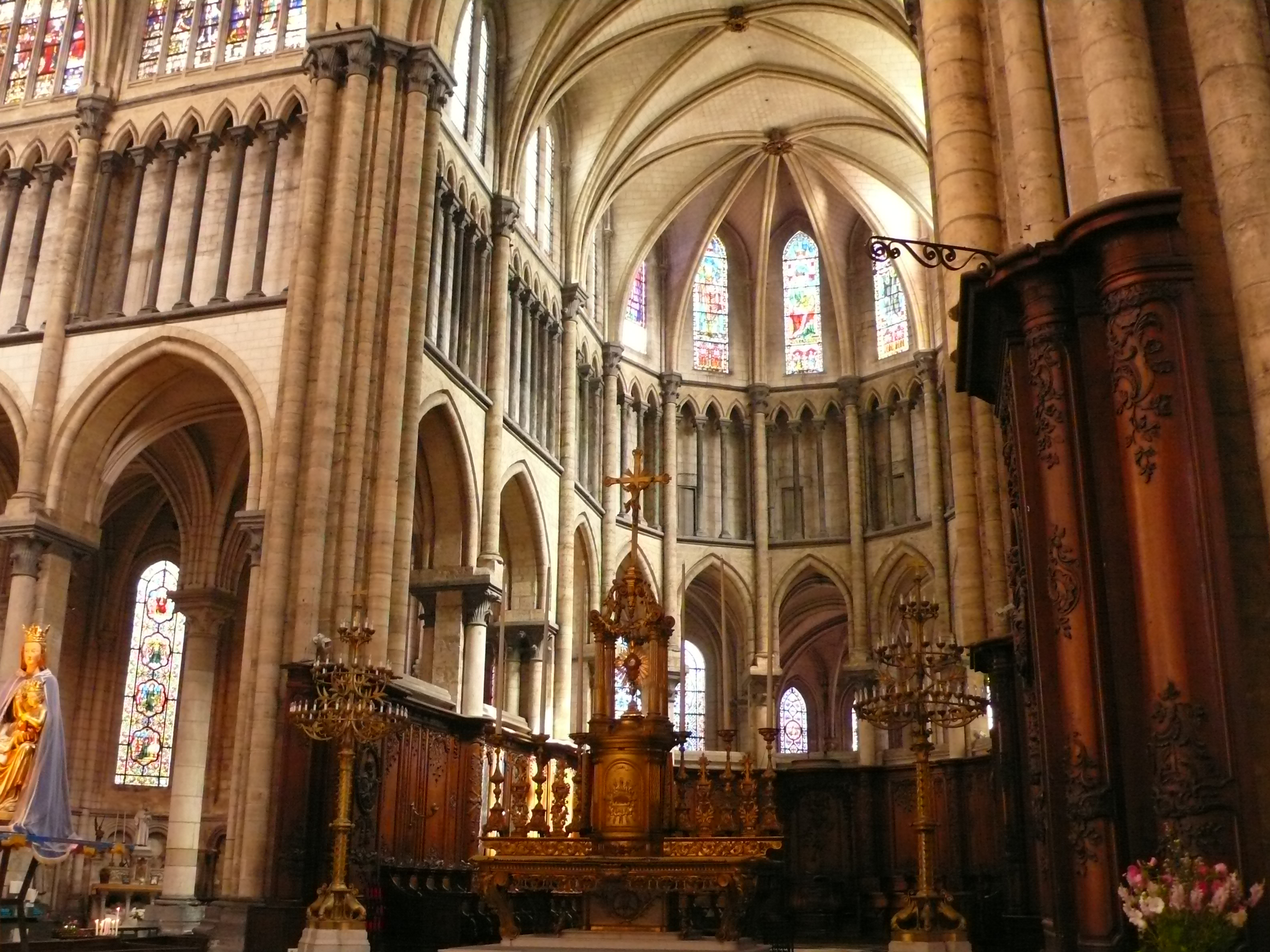
Blick in den Chorraum
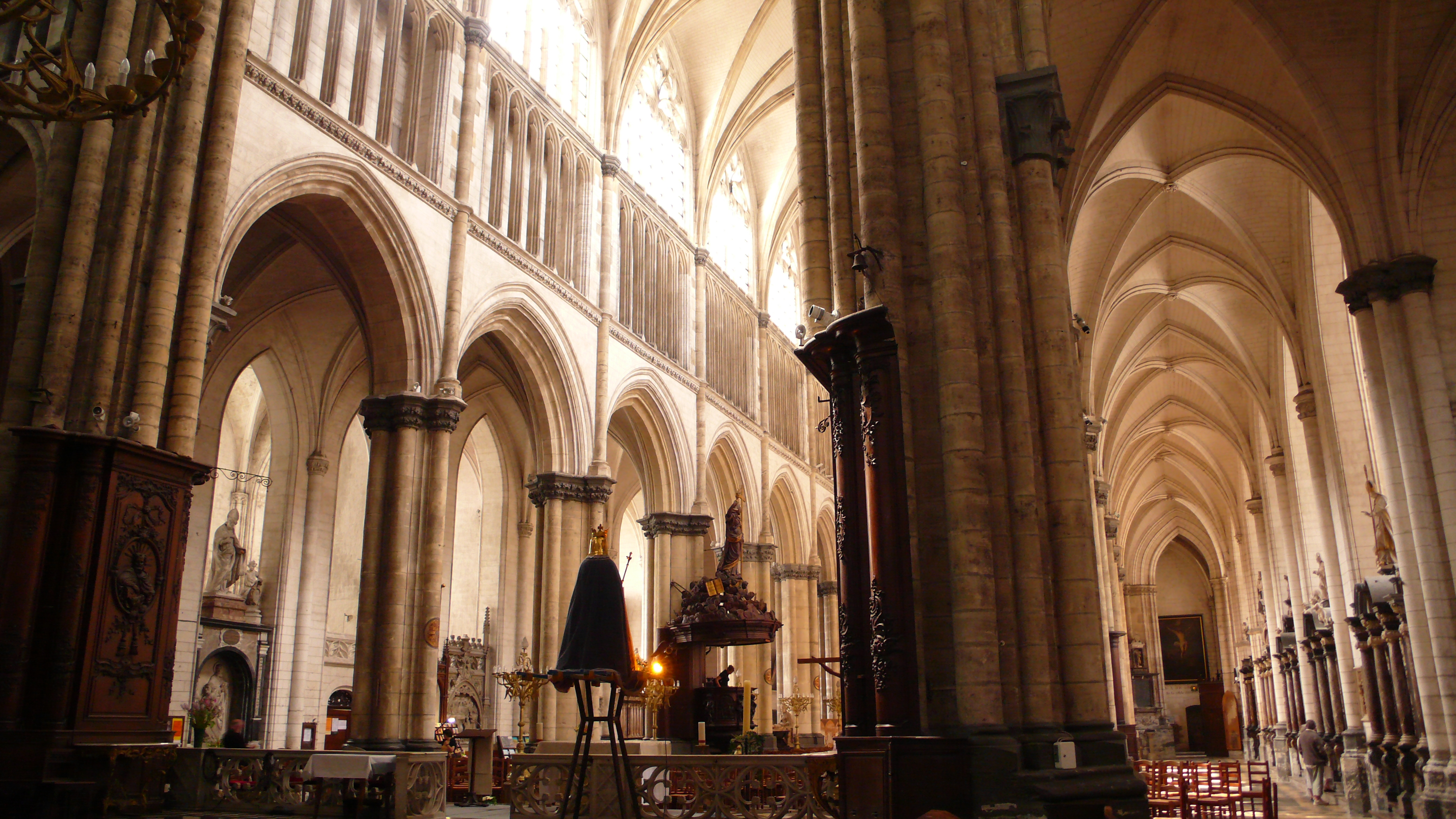
Haupt- und Seitenschiff

## Ausstattung
Anders als die meisten bedeutenden Kirchen Frankreichs verlor die Kathedrale von Saint-Omer in der Revolution nur geringe Teile ihrer Ausstattung. Besonders bemerkenswert sind eine Ecce-homo-Gruppe aus der zerstörten Kathedrale von Thérouanne, das Kenotaph des heiligen Audomar (Omer), das Grabmal des Eustache de Croÿ (Bischof von Arras und Dompropst von Saint-Omer) von Jacques Du Brœucq sowie eine Kreuzabnahme von Peter Paul Rubens.

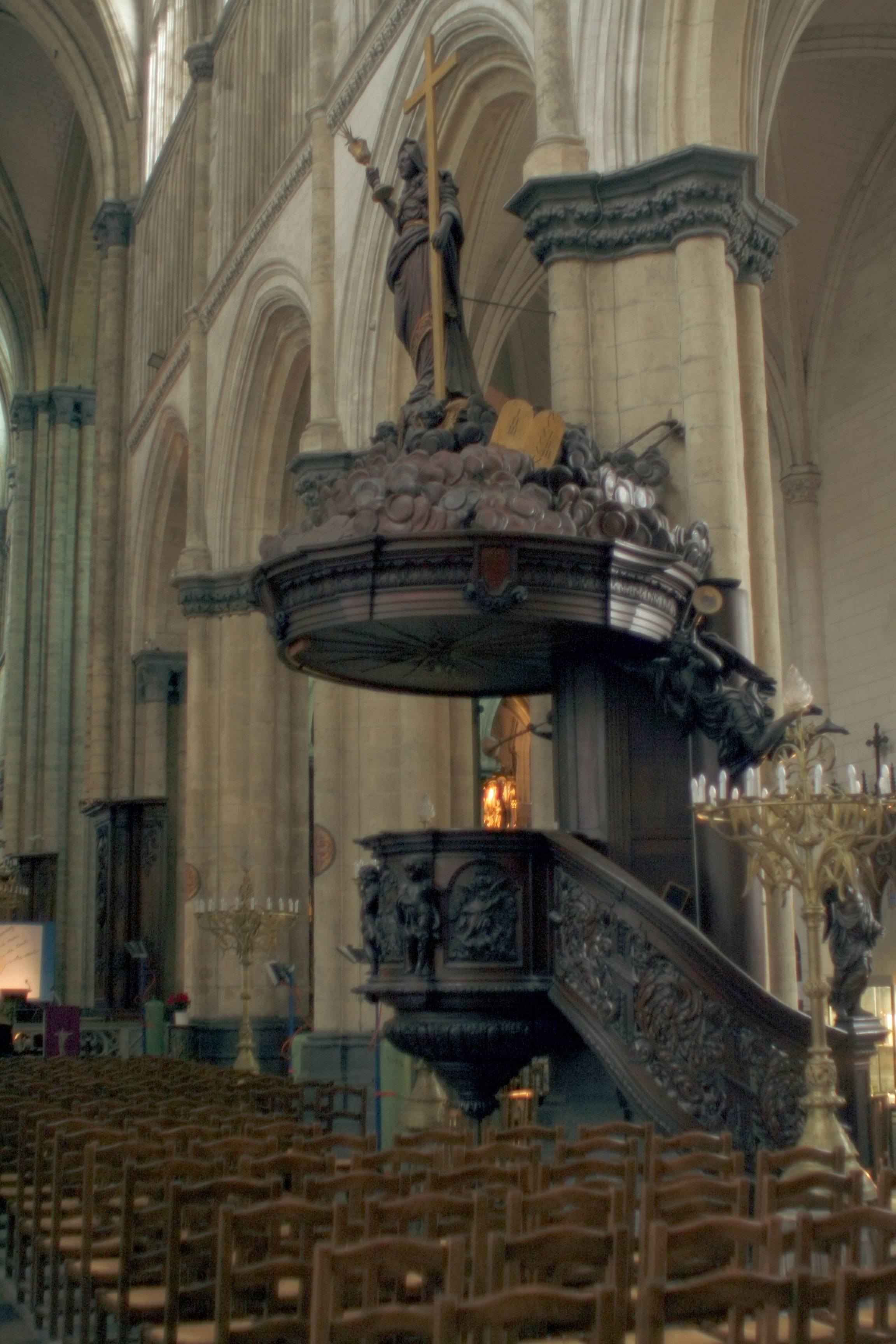
Kanzel
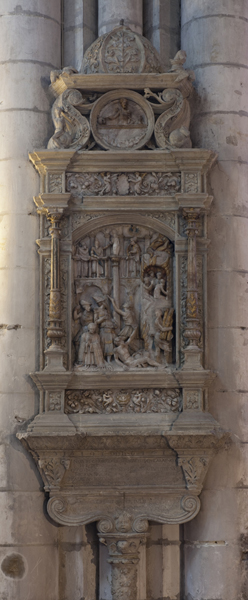
Epitaph
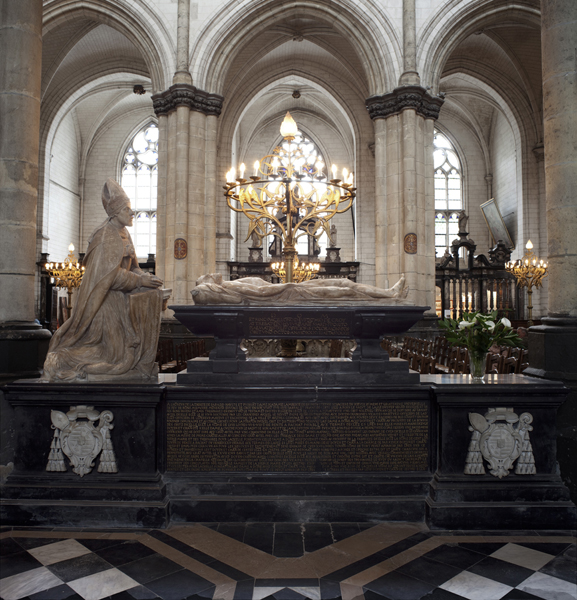
Mausoleum des Eustache de Croy
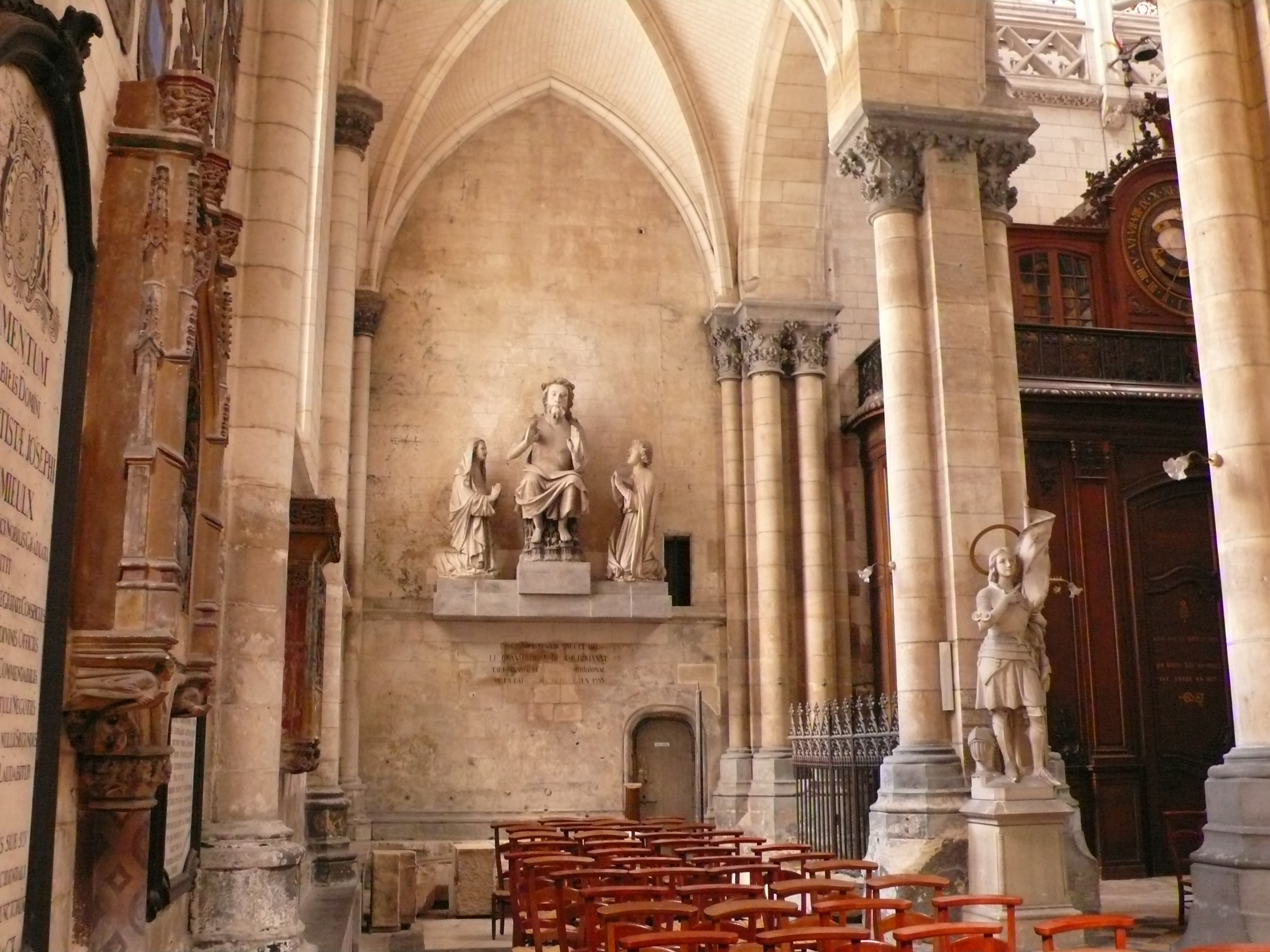
Thronender Christus von Thérouanne

## Orgel

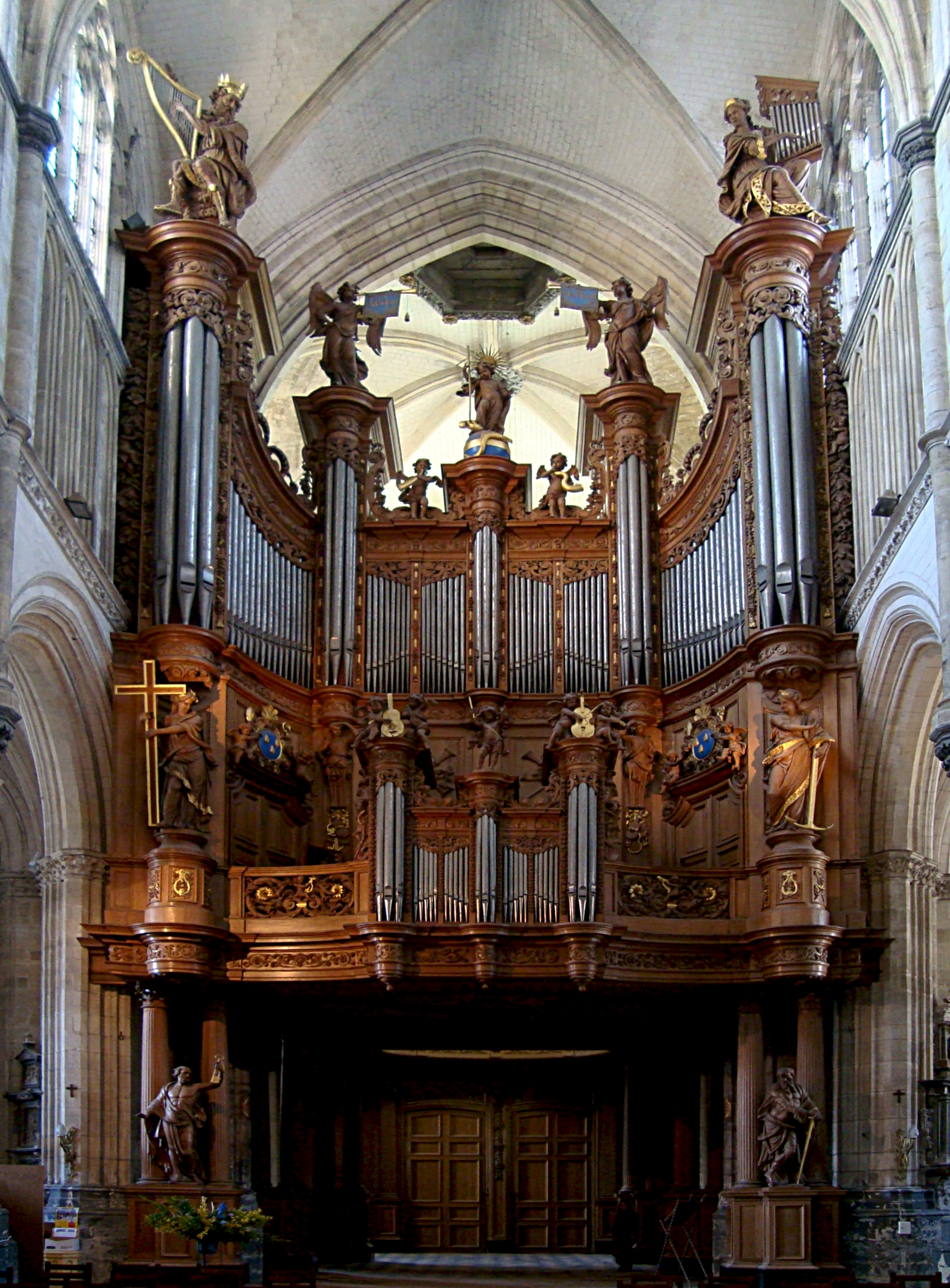
Blick auf den Orgelprospekt mit Rückpositiv

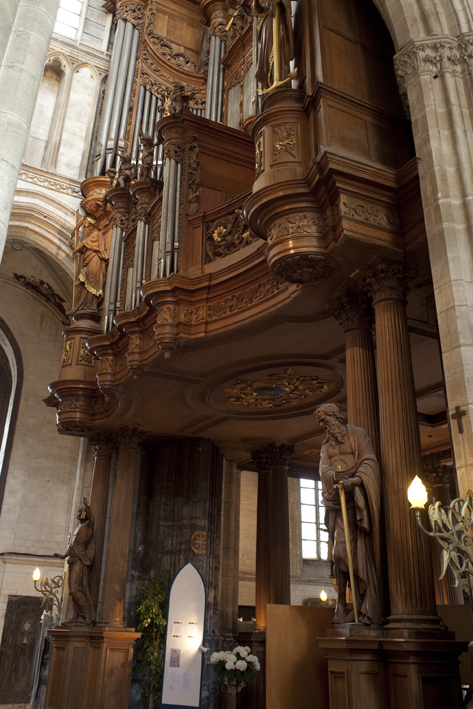
Rückpositiv

Die große Orgel geht zurück auf ein Instrument von 1717, das von den Orgelbauern Thomas und Jean-Jacques Desfontaines (Douai) errichtet worden war. Bis heute unverändert erhalten ist das Barockgehäuse. Bemerkenswert sind die großen geschnitzten Figuren, die u. a. König David und die hl. Cäcilia (auf den seitlichen Pedaltürmen), zahlreiche Engel, das Jesuskind (Mittelturm des Hauptwerkes), den Glauben, die Hoffnung und die Barmherzigkeit (auf Ebene der Orgelbühne) darstellen. Zu Füßen der Orgel befinden sich links und rechts Skulpturen der Heiligen Petrus und Paulus.
Das Orgelwerk selbst enthält Pfeifenmaterial der Desfontaines-Orgel, wurde allerdings 1855 von Aristide Cavaillé-Coll umfassend umstrukturiert. Seitdem ist die Orgel nur geringfügig überarbeitet worden bzw. restauriert worden. Sie hat 49 Register auf vier Manualen und Pedal.
| I Positif C–f3 |                  |       |
| 1.             | Montre           | 8′    |
| 2.             | Bourdon          | 8′    |
| 3.             | Salicional       | 8′    |
| 4.             | Prestant         | 4′    |
| 5.             | Dulciane         | 4′    |
| 6.             | Flûte douce      | 4′    |
| 7.             | Nasard           | 2 ⁄3′ |
| 8.             | Doublette        | 2′    |
| 9.             | Plein jeu II-III |       |
| 10.            | Cornet V         | 8′    |
| 11.            | Trompette        | 8′    |
| 12.            | Clairon          | 4′    |
| 13.            | Cromorne         | 8′    |

| II Grand Orgue C–f3 |                |     |
| 14.                 | Montre         | 16′ |
| 15.                 | Bourdon        | 16′ |
| 16.                 | Gambe          | 16′ |
| 17.                 | Montre         | 08′ |
| 18.                 | Bourdon        | 08′ |
| 19.                 | Viole de gambe | 08′ |
| 20.                 | Prestant       | 04′ |
| 21.                 | Flûte octav.   | 04′ |
| 22.                 | Cornet V       | 08′ |

| III Bombarde C–f3 |              |      |
| 23.               | Flûte harm.  | 08′  |
| 24.               | Octave       | 04′  |
| 25.               | Doublette    | 02′  |
| 26.               | Fourniture V |      |
| 27.               | Cymbale IV   |      |
| 28.               | Bombarde     | 016′ |
| 29.               | Trompette    | 08′  |
| 30.               | Basson       | 08′  |
| 31.               | Clairon      | 04′  |

| IV Récit expressif C–f3 |                    |       |
| 32.                     | Bourdon            | 16′   |
| 33.                     | Viole de gambe     | 08′   |
| 34.                     | Voix céleste       | 08′   |
| 35.                     | Flûte harm.        | 08′   |
| 36.                     | Viole de gambe     | 04′   |
| 37.                     | Flûte octav.       | 04′   |
| 38.                     | Octavin            | 02′   |
| 39.                     | Basson et Hautbois | 08′   |
| 40.                     | Bombarde           | 8–16′ |
| 41.                     | Trompette          | 08′   |
| 42.                     | Voix humaine       | 08′   |
| 43.                     | Clairon            | 04′   |

| Pédale C–f1 |           |     |
| 44.         | Flûte     | 16′ |
| 45.         | Flûte     | 08′ |
| 46.         | Flûte     | 04′ |
| 47.         | Bombarde  | 16′ |
| 48.         | Trompette | 08′ |
| 49.         | Clairon   | 04′ |

- Nebenregister: Pédale d’orage (Donner, einzelne Pedaltaste)